# Жас Канат (стадион)
«Жас Канат» (каз. «Жас Қанат») — стадион казахстанского футбольного клуба «Каспий» из города Актау.
Размеры стадиона — 110×70, вместимость — 5000 зрителей. Покрытие искусственное, без подогрева.
В 2014 году власти объявили о возможной передаче стадиона «Жас Канат» в частные руки. Это известие вызвало бурное негодование как родителей, чьи дети тренировались на стадионе, так и тренеров городских спортивных секций.
В начале 2017 года Казахстанская федерация футбола запретила проводить матчи чемпионата и кубка Казахстана на стадионе «Жас Канат» из-за непригодности покрытия. В связи с этим домашние игры ФК «Каспий» стали проводиться в Шымкенте. Работы по замене покрытия были начаты через год, 18 апреля 2018 года, и завершились в августе. Помимо перестилания газона, проводились и другие работы по реконструкции стадиона. 17 августа была проведена первая тренировка на обновлённом покрытии. Вместимость реконструированного стадиона увеличилась с 4500 до 5000 человек.
11 сентября 2018 года Комиссия по сертификации Казахстанской федерации футбола осуществила проверку реконструированного стадиона и сняла запрет на проведение игр. Первую игру на обновлённом стадионе «Каспий» провёл с алма-атинским фарм-клубом «Кайрат А» 23 сентября. Однако в апреле 2019 года в ходе очередной проверки выяснилось, что стадион не соответствует требованиям Премьер-лиги чемпионата Казахстана.